# خان أباد (شورآب)
خان أباد (بالفارسية: خان‌آباد) هي قرية تقع في إيران في قسم شورآب الريفي. يقدر عدد سكانها بـ 364 نسمة .